# Attalea maripa
Attalea maripa là loài thực vật có hoa thuộc họ Arecaceae. Loài này được (Aubl.) Mart. mô tả khoa học đầu tiên năm 1844.

## Hình ảnh

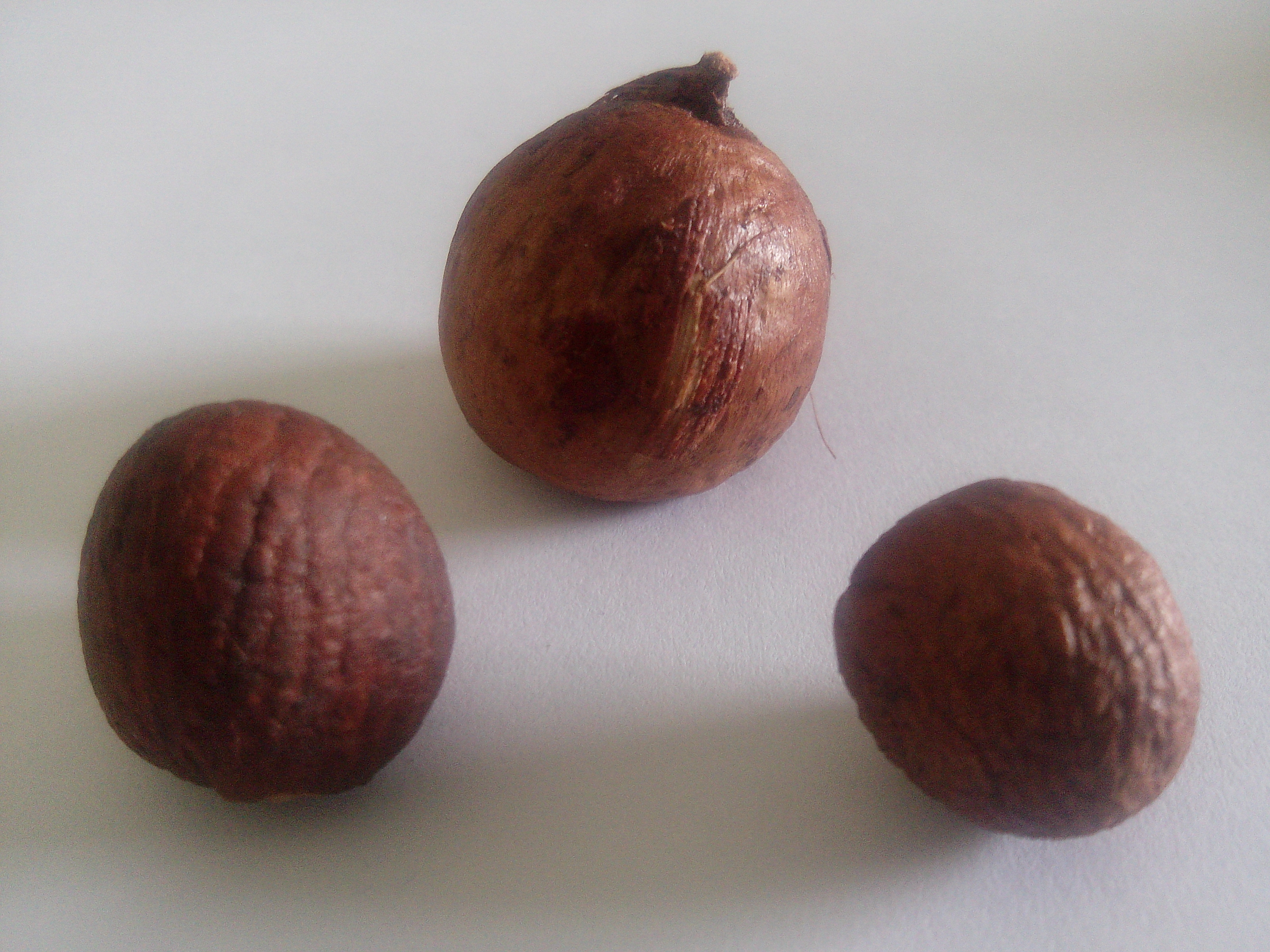
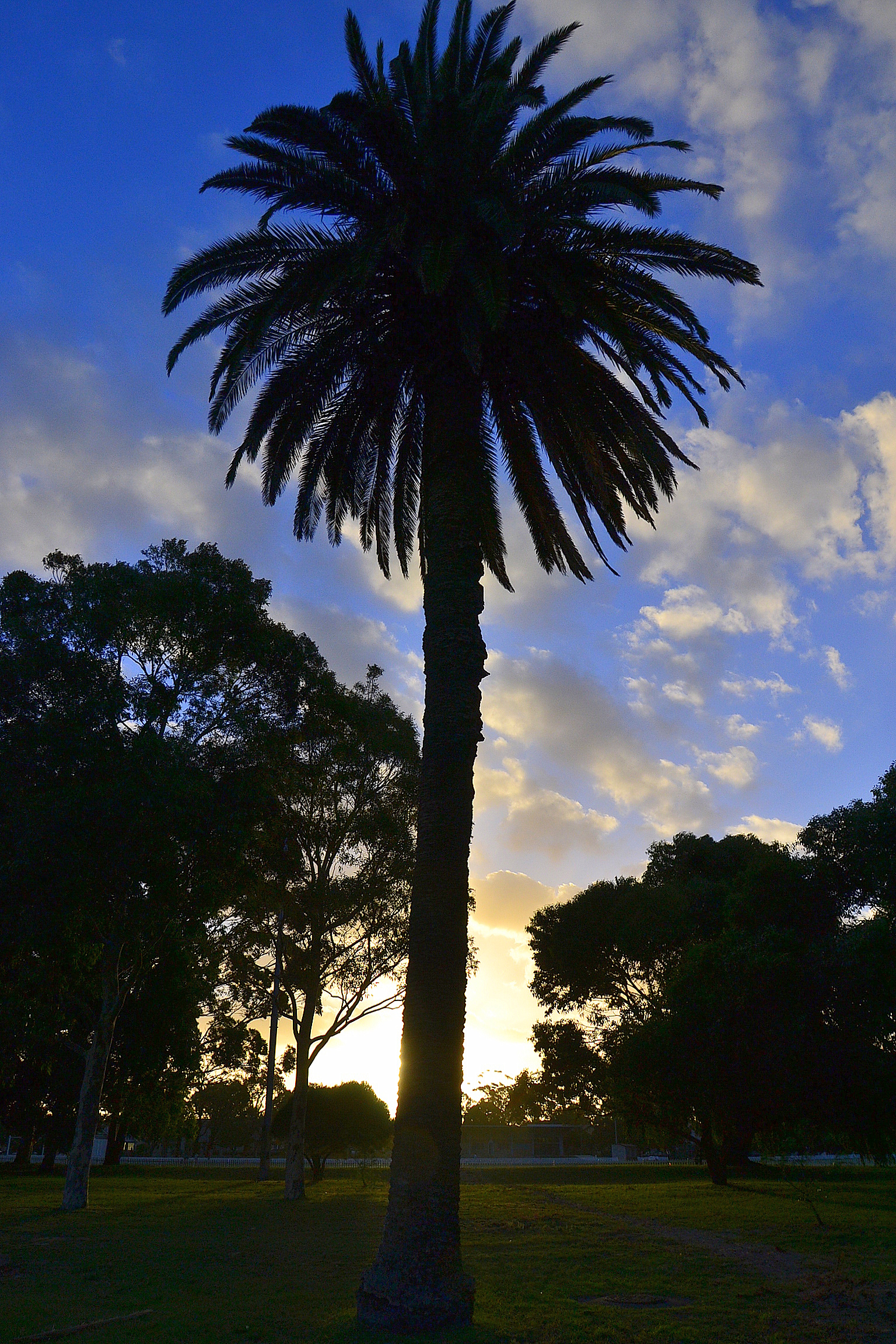
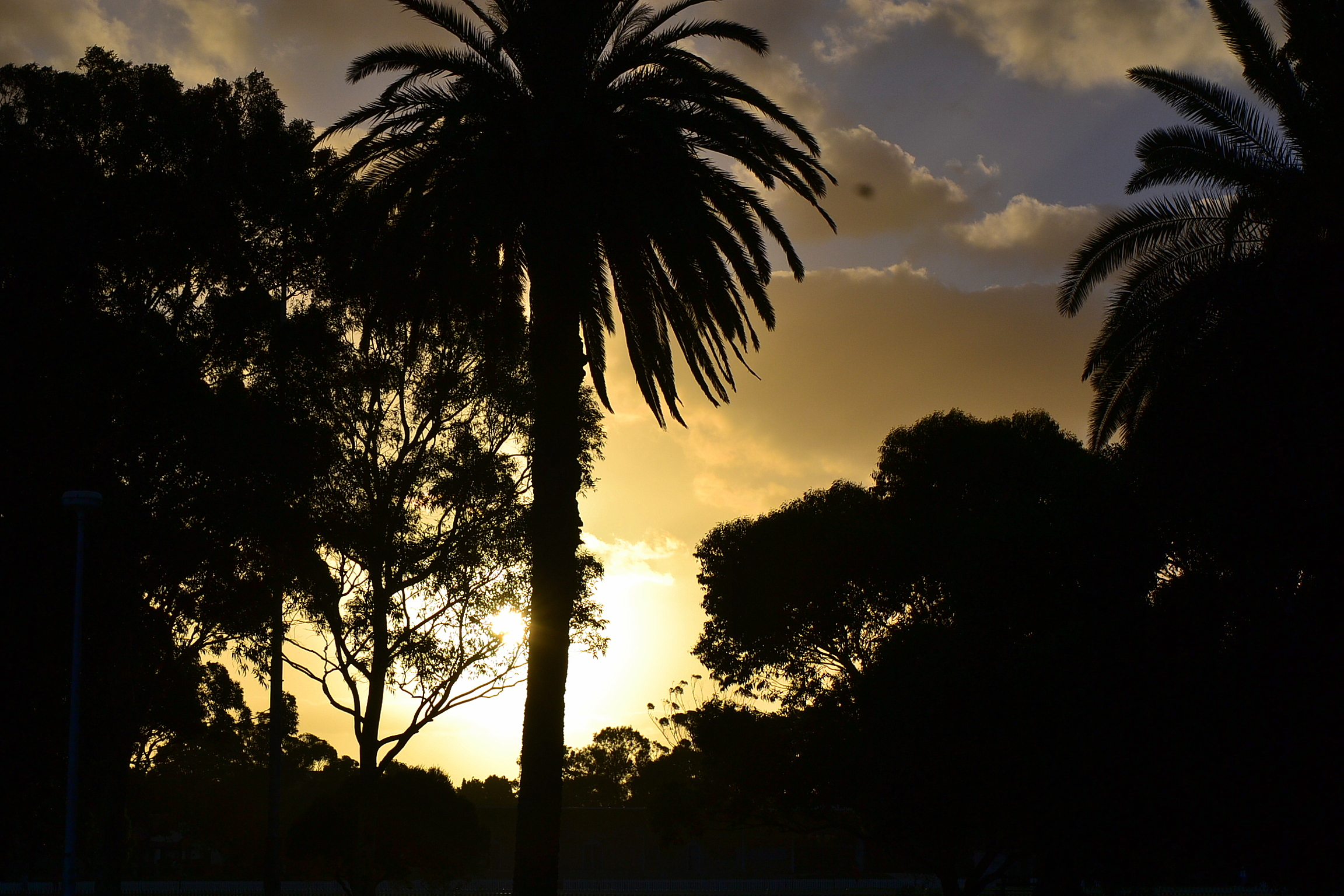
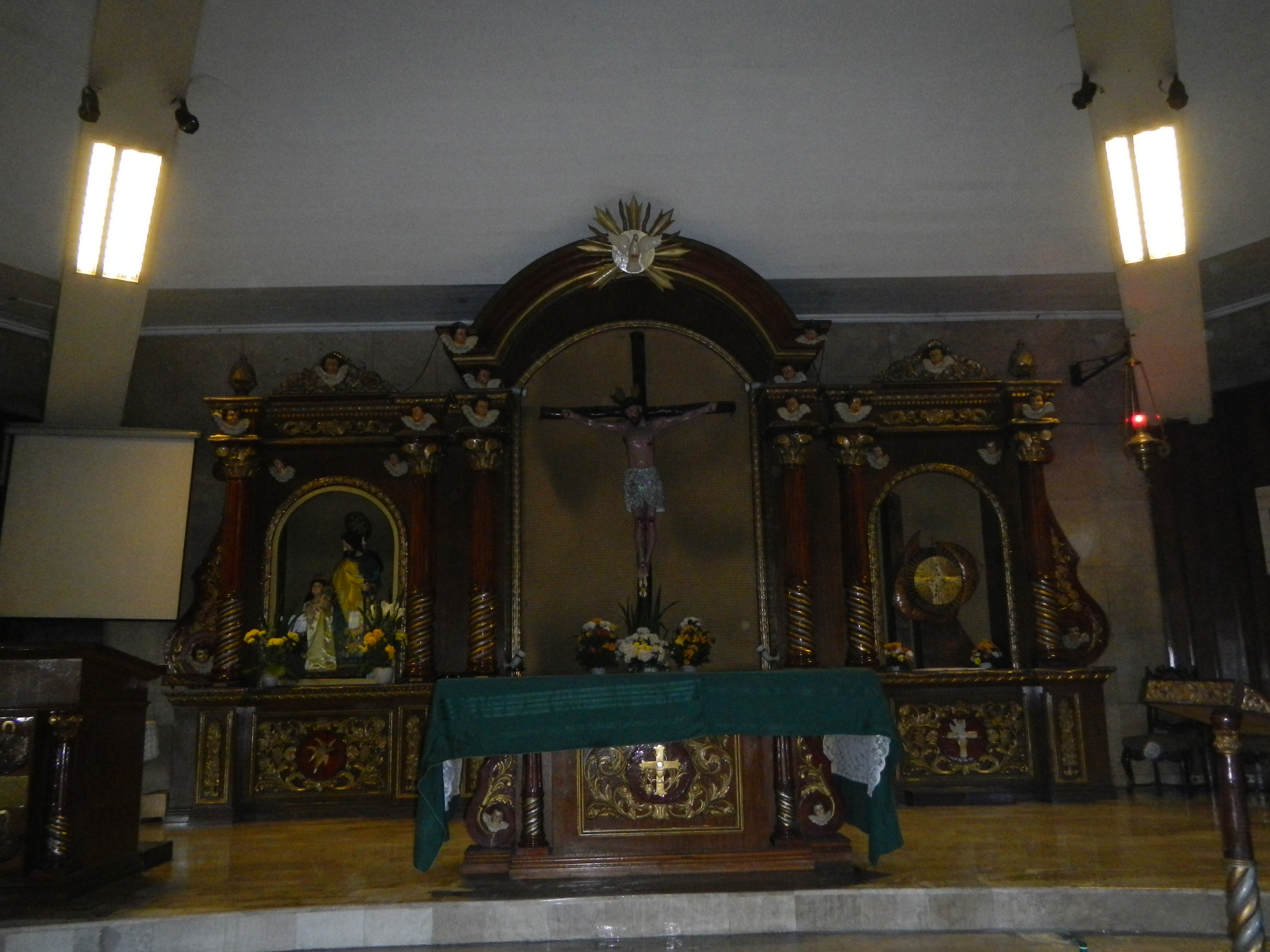
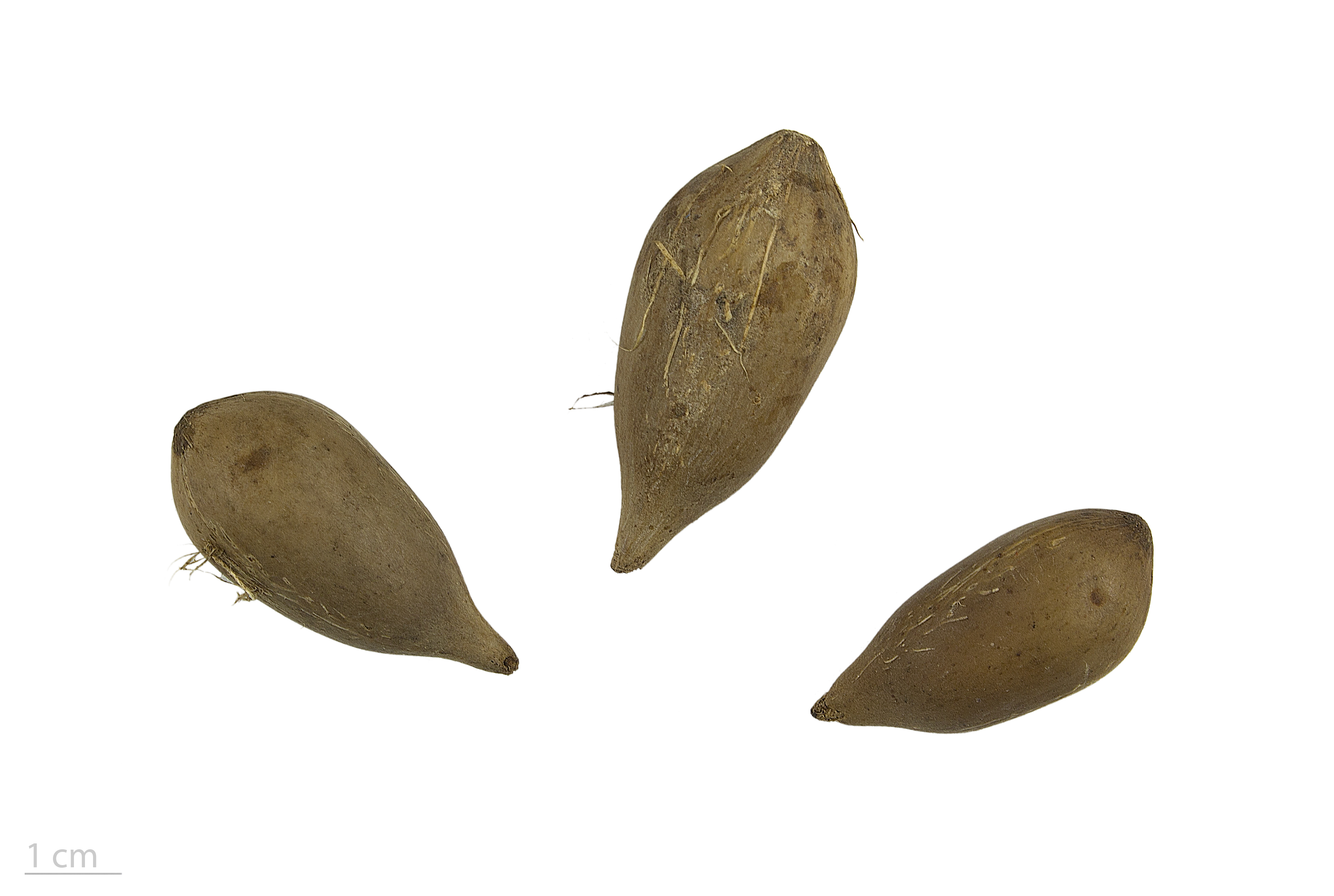
Attalea maripa - Museum specimen